# Mareuil-en-Dôle
Mareuil-en-Dôle é uma comuna francesa na região administrativa de Altos da França, no departamento de Aisne. Estende-se por uma área de 8,81 km². Em 2010 a comuna tinha 238 habitantes (densidade: 27 hab./km²).